# I'm here with you
「I'm here with you」は、2009年6月 - 7月に、NHKの音楽番組『みんなのうた』で放送された楽曲。

## 概要
作詞・作曲：遊佐未森、編曲：渡辺等、歌：遊佐未森。
自然環境がテーマの曲。5分で1曲の「ロングのうた」で放送された。遊佐未森は「クロ」以来4年ぶりの登場。アニメは「クロ」と同じく堀口忠彦が担当、地球に生きる動物や人々が様々な形に変化していく。
2009年6月20日にNHK総合の環境特集番組シリーズSAVE THE FUTURE の1つとして放送されたアニメ『川の光』のテーマソングにも起用された。『みんなのうた』の楽曲がアニメに起用されたのは「ハロー・トゥモロー」（子鹿物語）以来16年ぶり、現時点で最後である。
初回から7年後の2016年6月～7月にラジオのみで再放送。
2024年8月～9月にNHK総合、NHK Eテレ、NHK-FM、ラジオ第二で再放送。